# 恋重荷
「恋重荷」は、能の演目の一つ。太鼓物、悪尉物に分類される。恋をしたシテの恨みと悲劇を描いた作品で、似た曲に「綾鼓」という曲が存在する。
本説不詳というが、世阿弥の能作書に、「恋重荷、昔綾の太鼓也」とあるから、古作の改作であることは明らかである。「綾の太鼓」は「綾鼓」のことであると考えられている。

## あらすじ
山科荘司（シテ）という菊の下葉取（庭掃除のようなもの）をしていたところ、白河の女御（ツレ）を一目見て恋心を抱く。
そこで臣下（ワキ）が、「恋重荷という荷物を持ち、この庭を幾度も回ることができたら女御に会うことができうようにする」という。早速山科は喜んで持とうとするが、それは恋をあきらめさせるために、持つことのできない重い岩を包んだ荷物であった。幾度も持とうとするが、やがて力を使い果たし、怨みを持ちながら死んでいった（中入）
山科の死を知った女御は、その姿を見るように勧められたので、女御が死体の前に座ると、足が動かず、立つことができない。そこで山科の怨霊が現れ女御を責める。ただ、「弔ってくれれば、怨みを捨て、守り神になる」という。次第に怨みも解け、守り神になろうと消えていった。

## 登場人物
シテ　山科荘司
ツレ　女御
ワキ　臣下
アイ　下人

## 類曲綾鼓
宝生、金剛、喜多流にある、「綾鼓」は、物語としてはよく似ている。だが、綾鼓の方が早く作られていたという風に伝えられている。
綾鼓の場合、重荷の代わりに、「この鼓を鳴らすことができたなら女御にあわせる」といったが、幾度やってもならず力尽き、怨みを持って死んでいった。
登場人物も一緒なので、同類の曲といえる。

## 装束

### 前シテ　山科荘司
これは一般の尉なので、庶民の要素が出ている装束をしている
尉髪（尉物用の白髪）襟は浅い黄色、茶色がかかっているような色を上に着て、
小さめの格子状又は無地のものを下に着ている（青が多い）
絓水衣 緞子腰帯 尉が持つ扇
金春流では、墨絵中啓も使われる。

### 後シテ　山科荘司の怨霊
あまり元気がないので白頭（年配を表す）を使う。
襟は縹色 著附 無紅厚板　半切
法被繍紋腰帯　持ち物　鹿背杖
鹿背杖とは、T字型の杖。無色　後シテが突いて出てくる。
（金春　白骨中啓）

### ツレ女御
髪　紅入髪帯　羽衣のような天冠
襟は白か赤　摺箔　緋大口
赤地唐織壺折　繍入腰帯　髪扇
（金春　中啓）

### ワキ臣下
風折烏帽子　襟は浅黄　段厚板
白大口　單狩衣 繍紋腰帯　髪扇
（金春　中啓）

### アイ下人
段熨斗目　長裃　腰帯　小刀　扇

## 能面
観世流では、前シテは「阿古父尉」となっている。
阿古父尉は、ほほが隆起しているのが特徴。高貴な位の曲に使われるが、この曲の尉はあまり身分が高くない。
金春流では、前シテは「三光尉」となっている。
三光尉は、この曲に合った庶民的なる顔立ちといえる面である。
三光坊が作ったとされる能面である。
観世流では、後シテは「重荷悪尉」となっている。
この曲にしか使われず。金春流ではこの面は使われない。
この面を使わず、別な悪尉の面を使う演者もいる。
金春流では、後シテは「悪尉」になっている。
悪尉は広い範囲の曲で使われ、同じ悪尉の面でも、顔立ちの違いがみられる。

## 作物
作物（重荷）は両方出るが、長さ等が微妙に違う。
観世流では、高さ、巾が一尺で、長さが二尺の緞子包を作り、紺の布を縄に絢いて結び、舞豪正面先に出す。
金春流では、高さ八寸、奥行き一尺　巾一尺三寸
緞子にて包み、黒縄をかける。

## 小書
観世流には、「彩色」という小書きがある。
彩色では、巷に人の迷うらんでイロエが入るのみ
金春流には、「替の型」というものがある。
１　イロエの場所が変わる
２　サシの後にクセが入る。そのあとはロンギ
３　後シテの出が変わり、出端がある
４　イロエの少し前にもう一つイロエが入る
５　後シテは最後まで鹿背杖で舞うので、中啓はいらない。